# یک اسب بگیر!
یک اسب بگیر! (به انگلیسی: Get a Horse!) یک انیمیشن کمدی کوتاه سه بعدیِ اسلپ‌استیک محصول سال ٢۰۱٣ میلادی است که توسط استودیو سینمایی والت دیزنی تهیه شده است. فیلم ترکیبی از انیمیشن دستی سیاه و سفید، رنگی و سه بعدی است. فیلم با شخصیت دهه ۱۹۲۰ و با صدای والت دیزنی تولید شده است. این فیلم نخستین حضور میکی موس در یک فیلم کوتاه از سال ۱۹۹۵ و اولین حضور اسوالد، خرگوش خوش‌شانس پس از ۸۵ سال است. یک اسب بگیر! در هشتاد و ششمین دوره جوایز اسکار کاندید دریافت جایزه بهترین انیمیشن کوتاه شد ولی جایزه را دریافت نکرد.